# Витенберг
Витенберг (на немски: Wittenberg, Lutherstadt Wittenberg) от 1938 г. служебно Лутерщат Витенберг е град на река Елба в източната част на Саксония-Анхалт и главен град на област Витенберг. Намира се на 100 километра югозападно от Берлин и на ок. 70 километра североизточно от Лайпциг. Градът има 46 930 (31 декември 2012) жители.

## История
Витенберг е споменат за пръв път в документи през 973/1004 г. Курфюрст Албрехт II дава на Витенберг градски права на 27 юни 1293 г. и основава херцогството Саксония-Витенберг. През 1502 г. курфюрст Фридрих Мъдрият основава университет Витенберг. В града живеят реформаторите Мартин Лутер и Филип Меланхтон и художникът Лукас Кранах Стари.
На 31 октомври 1517 г. на вратата на Дворцовата църква във Витенберг Лутер окачва списък 95 тезиса и с това полага началото на реформацията.

## Икономика
Градът по-късно става център на химическата индустрия.